# السردية
السردية (بالإنجليزية: The Narrative) هو فرقة روك أمريكية تشكلت في عام 2008. الفرقة مؤلفة من سوزي زلدن وجيسي جبرائيل.

## أعضاء الفرقة
- سوزي زلدن- مغنية، عازفة كيبورد (2008–الآن)
- جيسي جبرائيل - مغنية، عازف جيتار (2008–الآن)

## الأصدارات الموسيقية

### الألبومات
- (2010) The Narrative
- (2016) Golden Silence

### الألبومات المصغرة
- (2008) Just Say Yes

## وصلات خارجية
- الموقع الرسمي